# Fakakakai
Fakakakai es un asentamiento en la isla Ha'ano, Tonga. Se encuentra dentro de la agrupación de islas Haʻapai. Posee una población de 150 habitantes.